# Longsight
Longsight er en lille by i Manchester i Nordvestengland. Den ligger omkring 4,8 km syd for Manchester City Centre og har en befolkning på i alt 16.007 indbyggere. 
53°27′25.65″N 2°12′11.32″V / 53.4571250°N 2.2031444°V